# Seafret
Seafret — британский музыкальный дуэт, состоящий из певца Джека Седмана и гитариста Гарри Дрейпера, из города Бридлингтон, Великобритания. Их дебютный альбом Tell Me It’s Real достиг 59-й строчки в UK Albums Chart.

## Начало карьеры
Джек Седман и Гарри Дрейпер познакомились в 2011 году в Бридлингтоне. Гарри Дрейпер в тот момент играл на банджо, а Джек Седман недавно занялся пением. Было принято решение работать как дуэт. Бридлингтон — родной город Seafret — располагается на берегу Северного моря, которое и дало название дуэту. Sea — море, fret — волнение.
В 2014 году дуэт переехал в Лондон. Это затронуло и их песни. Seafret выпустили свой дебютный мини-альбом Give Me Something под лейблом Sweet Jane Recordings 21 сентября 2014 года. Give Me Something содержит пять треков: «Give Me Something», «Explosion», «Play With Guns», «Did We Miss The Morning» и акустическую версию «Give Me Something».
В 2015 Мэйси Уильямс снялась в клипе на песню Seafret «Oceans».
29 января 2016 года дуэт выпустил свой дебютный полноценный альбом Tell Me It’s Real. Альбом достиг 59-й строчки в UK Albums Chart.

## Дискография
- 2014 — Give Me Something (мини-альбом)
- 2016 — Tell Me It’s Real
- 2018 — Monsters (мини-альбом)
- 2020 — Most of Us Are Strangers